# Дзинілор
Дзинілор — селище в Україні, у Суворовській селищній громаді Ізмаїльського району Одеської області. Населення становить 154 осіб.

## Історія
Селище заснована 1927 року. 
Історично селище сформувалося навколо однойменної залізничної станції, яка була відкрита у 1941 році на лінії Арциз — Ізмаїл.
12 червня 2020 року, відповідно до Розпорядження Кабінету Міністрів України від № 724-р «Про визначення адміністративних центрів та затвердження територій територіальних громад Одеської області», увійшло до складу Суворовської селищної територіальної громади.
19 липня 2020 року, в результаті адміністративно-територіальної реформи та ліквідації Кілійського району, селище увійшло до складу Ізмаїльського району.

## Населення
Згідно з переписом 1989 року населення селища становило 197 осіб, з яких 95 чоловіків та 102 жінки.
За переписом населення 2001 року в селищі мешкало 149 осіб.

### Мова
Розподіл населення за рідною мовою за даними перепису 2001 року:
| Мова       | Відсоток |
| ---------- | -------- |
| російська  | 29,22 %  |
| румунська  | 25,32 %  |
| українська | 17,53 %  |
| гагаузька  | 16,88 %  |
| болгарська | 10,39 %  |
| німецька   | 0,65 %   |